# 李驥千
李骥千（1546年—？），字伯顧，號友龍，山東登州府招遠人，匠籍，明朝政治人物，同進士出身。

## 生平
隆慶元年（1567年）丁卯科山東鄉試第二十七名舉人，萬曆五年（1577年）登丁丑科三甲第一百二十五名同進士。授大同府推官，七年（1579年）任山西乡试受卷官，十年（1582年）升户部福建清吏司主事，十二年（1584年）差杭州北新关，升南京戶部郎中，十七年（1589年）升凤阳府知府，二十一年（1593年）二月任河南颍州兵备副使。其子李逊，侄李篤培俱为进士。

## 家庭
曾祖李月、祖父李仲春，曾任王府奉祠、父李棟，曾任典史。母溫氏；繼母徐氏。具慶下。